# Скотт Томас, Серена
Сере́на Хэ́рриет Скотт То́мас (англ. Serena Harriet Scott Thomas; род. 21 сентября 1961) — британская актриса.

## Биография
Скотт Томас родилась в Нефер-Комптоне, Дорсет. Её мать, Дебора (урождённая Хёрлбатт), воспитывалась в Гонконге и Африке и изучала драму, прежде чем выйти замуж за будущего отца Серены. Её отец, лейтенант-коммандер Саймон Скотт Томас, был пилотом Королевского флота, который погиб в авиакатастрофе в 1964 году. Она младшая сестра актрисы Кристин Скотт Томас, племянница адмирала сэра Ричарда Томаса (который был Блэк Родом в Палате лордов) и более далекая племянница капитана Скотта, злополучного исследователя, который погиб вместе с товарищами на пути с неудачной экспедиции с Южного полюса. Её фамилия — это амальгама фамилий этих двух семей. Родословная Скотт Томасов также прослеживается до 2-го графа Годольфина, владельца знаменитой Годольфиновой Барбы.
Начиная с 1990 года, Серена сыграла более чем в 35 фильмах и телесериалах. В 2015 году Скотт Томас стала лауреатом награды имени Роберта Олтмана в рамках премии «Независимый дух» за фильм «Врождённый порок» (2014).
В 1996—2004 годы Серена была замужем за адвокатом Скоттом Джеем Теппером. У бывших супругов есть дочь — Таллула Роуз Теппер (род. 20.02.1997).

## Избранная фильмография
| Год       |   | Русское название                  | Оригинальное название    | Роль                          |
| --------- | - | --------------------------------- | ------------------------ | ----------------------------- |
| 1991      | с | Пуаро Агаты Кристи                | Agatha Christie's Poirot | модель                        |
| 1993      | ф | Правдивая история принцессы Дианы | «Diana: Her True Story»  | Принцесса Диана               |
| 1996—1998 | с | Детектив Нэш Бриджес              | Nash Bridges             | Келли Уэлд                    |
| 1998      | с | Баффи — истребительница вампиров  | Buffy the Vampire Slayer | Гвендолин Пост                |
| 1999      | ф | И целого мира мало                | The World Is Not Enough  | Доктор Молли Уормфлэш         |
| 2003      | с | Женская бригада                   | The Division             | Миссис Кэмпбелл               |
| 2003      | с | Шпионки                           | She Spies                | Миссис Портер                 |
| 2004      | ф | Гавань                            | Haven                    | Миссис Аллен                  |
| 2004—2005 | с | Вечное лето                       | Summerland               | Анастейша Дюбуа               |
| 2005      | ф | Заложник                          | Hostage                  | Джейн Талли                   |
| 2005      | с | Там                               | Over There               | Софи / Директор детского дома |
| 2007      | с | Морская полиция: Спецотдел        | NCIS                     | Чёрная Роза                   |
| 2007      | с | Части тела                        | Nip/Tuck                 | Миранда Нельсон               |
| 2014      | ф | Врождённый порок                  | Inherent Vice            | Слоун Вулфманн                |
| 2016      | с | Риццоли и Айлс                    | Rizzoli & Isles          | Саманта Каспари               |
| 2017      | с | Скорпион                          | Scorpion                 | Мисс Уэлди                    |